# South Glens Falls
South Glens Falls è un villaggio degli Stati Uniti d'America, situato nello stato di New York, nella contea di Saratoga.